# Col Pregon
Col Pregon är ett bergspass i Spanien, på gränsen till Frankrike.   Det ligger i provinsen Província de Girona och regionen Katalonien, i den östra delen av landet, 500 km öster om huvudstaden Madrid. Col Pregon ligger 1 408 meter över havet.
Terrängen runt Col Pregon är kuperad åt sydost, men åt nordväst är den bergig. Runt Col Pregon är det glesbefolkat, med 12 invånare per kvadratkilometer. Närmaste större samhälle är Sant Joan de les Abadesses, 19,1 km sydväst om Col Pregon. I omgivningarna runt Col Pregon växer i huvudsak blandskog.